# Ophion dentatus
Ophion dentatus är en stekelart som beskrevs av Smith 1878. Ophion dentatus ingår i släktet Ophion och familjen brokparasitsteklar. Inga underarter finns listade i Catalogue of Life.